# Marion Evans
Marion Evans (* 1. Juni 1926 in Goodwater; † im März 2024) war ein US-amerikanischer Arrangeur, Orchesterleiter und Filmkomponist.

## Leben
Evans wollte eigentlich Ingenieur werden, studierte aber stattdessen an der Auburn University und spielte nebenher Trompete an der dortigen Universitätsband. Nach dem Militärdienst ging er ans Konservatorium von Birmingham (Alabama). In den späten 1940er-Jahren war Evans einer der Haupt-Arrangeure des Glenn Miller Orchestra unter der Leitung von Tex Beneke. Daneben arrangierte er für die Orchester von Tommy Dorsey, Vaughn Monroe, Percy Faith und Count Basie. Ab den 1950er-Jahren arbeitete er als Arrangeur und Orchesterleiter u. a. mit Lurlean Hunter, Judy Garland, Helen O’Connell, Marcy Lutes, Eydie Gorme, Dick Haymes, Steve Lawrence, Diahann Carroll, Jaye P. Morgan, Jack Lemmon, Perry Como, Tony Bennett sowie für die Studiobands von Urbie Green, Doc Severinsen  und Ted McNabb. Für die Alben Blame It On the Bossa Nova (Eydie Gormé) und Go Away, Little Girl (Steve Lawrence) erhielt er zwei Grammy-Nominierungen. Als Filmkomponist schrieb er Musik für insgesamt 17 TV-Serien und als Orchestrator für elf Broadwayshows.
Nach einer Karriere in der Finanzbranche ab den 1970er-Jahren kehrte er später ins Musikgeschäft zurück und arbeitete 1987 mit Dick Meldonian, schließlich mit Tony Bennett und Lady Gaga bei der Produktion von deren Duoalben Duets II (2011) und Cheek to Cheek (2014). Im Bereich des Jazz war er zwischen 1955 und 2014 an 31 Aufnahmesessions beteiligt.